# クリスマス・オン・アイス
クリスマス・オン・アイス（Christmas on Ice）は、髙橋大輔を中心としたクリスマスをテーマにしたアイスショーである。
前身は2006〜2008年に行われた荒川静香が中心となり企画プロデュースしたアイスショーであるが2009〜2013の空白を経て2014年から現在の形になっている。

## 概要

### 2006〜2008年
新横浜スケートセンターで2006年12月20・21日、2007年22〜24日、2008年12月6日・7日に開催（2007年12月8日には島根県出雲市の湖遊館でも開催）。

### 2014年
2014年に髙橋大輔を中心に再始動。（12月21日〜24日新横浜スケートセンターで開催）演出は宮本賢二。

追加2公演を含む計7公演は立ち見チケットまで完売した。

- 出演：髙橋大輔、浅田真央、 織田信成、鈴木明子、イリヤ・クーリック、デニス・テン、ブライアン・ジュベール、クリストファー・ベルントソン、チン・パン&ジャン・トン、ケイトリン・ウィーバー＆アンドリュー・ポジェ、青木祐奈、三宅星南
- ゲストアーティスト:クリス・ハート

この他にシークレットゲストとしてニコライ・モロゾフ＆アナベル・モロゾフが親子でペア演技を見せた。

第一部は各スケーターのオリジナル演技を中心に、第二部はクリス・ハートの歌うクリスマスソングをバックに、クリスマスらしい演技を繋いだ。トリの演目として、山下達郎の「クリスマスイヴ」にのせ、恋人同士を演じた髙橋大輔＆浅田真央のコラボレーションに注目が集まる。

千秋楽のサプライズでは、アコーディオニストcobaの演奏で髙橋大輔がバンクーバーオリンピック銅メダル、2010年世界選手権金メダルをとったSP「eye」を披露。

### 2015年
2014年度の公演成功を受け、2015年度は大阪のなみはやドーム（12月19日20日）と神奈川の新横浜スケートセンター（22日23日）での公演の拡大が決まっている。（２０１５年８月現在）

- 出演：髙橋大輔、荒川静香、鈴木明子、ブライアン・ジュベール、ケイトリン・ウィーバー＆アンドリュー・ポジェ 、デニス・テン、イリヤ・クーリック、エラッジ・バルデ、チン・パン&ジャン・トン、タニス・ベルビン&ベンジャミン・アゴスト、岩野桃亜、佐々木晴也
- ゲストアーティスト:クリス・ハート、グローリー・ゴスペル・シンガーズ

### 2016年
神奈川の新横浜スケートセンターにて12月16日（金）〜12月18日（日）、計6公演を開催。

髙橋大輔とステファン・ランビエールのコラボが注目を集める。
- 出演：髙橋大輔、荒川静香、鈴木明子、 織田信成、イリヤ・クーリック、ステファン・ランビエール、ブライアン・ジュベール、エラッジ・バルデ、デニス・ヴァシリエフス、メリル・デイヴィス＆チャーリー・ホワイト、ケイトリン・ウィーバー＆アンドリュー・ポジェ、住吉りをん、浅田舞（土日公演のみ）
- ゲストアーティスト:クリス・ハート、グローリー・ゴスペル・シンガーズ、村上佳佑

### 2017年
神奈川の新横浜スケートセンターにて12月15日（金）〜12月17日（日）、計6公演を開催。

2017年のショーは、髙橋大輔宅でのホームパーティというストーリーコンセプトで行われた。

楽公演にはクリス・ハートがサプライズ登場し会場を沸かせた。
- 出演：髙橋大輔、鈴木明子、浅田舞、村上佳菜子 、織田信成、エラッジ・バルデ、ケイトリン・ウィーバー＆アンドリュー・ポジェ、イリヤ・クーリック、キーラ・コルピ、タチアナ・ボロソジャル＆マキシム・トランコフ、デニス・ヴァシリエフス、ベン・アゴスト、吉田陽菜
- ゲストアーティスト:Crystal Kay、村上佳佑、グローリー・ゴスペル・シンガーズ